# Kinas Grand Prix 2017
Kinas Grand Prix 2017 (officielt navn: 2017 Formula 1 Heineken Chinese Grand Prix) var et Formel 1-løb som blev arrangeret 9. april 2017 på Shanghai International Circuit. Det var det andet løb i Formel 1-sæsonen 2017 og 14. gang at Kinas Grand Prix blev arrangeret. Løbet blev vundet af Mercedes-køreren Lewis Hamilton, som startede fra pole position. På andenpladsen kom Ferraris Sebastian Vettel, mens Red Bulls Max Verstappen tog tredjepladsen.

## Resultater

### Kvalifikation
| Pos.               | Nr. | Kører              | Konstruktør               | Del 1    | Del 2     | Del 3    | Grid |
| ------------------ | --- | ------------------ | ------------------------- | -------- | --------- | -------- | ---- |
| 1                  | 44  | Lewis Hamilton     | Mercedes                  | 1.33,333 | 1.32,406  | 1.31,678 | 1    |
| 2                  | 5   | Sebastian Vettel   | Ferrari                   | 1.33,078 | 1.32,391  | 1.31,864 | 2    |
| 3                  | 77  | Valtteri Bottas    | Mercedes                  | 1.33,684 | 1.32,552  | 1.31,865 | 3    |
| 4                  | 7   | Kimi Räikkönen     | Ferrari                   | 1.33,341 | 1.32,181  | 1.32,140 | 4    |
| 5                  | 3   | Daniel Ricciardo   | Red Bull Racing-TAG Heuer | 1.34,041 | 1.33,546  | 1.33,033 | 5    |
| 6                  | 19  | Felipe Massa       | Williams-Mercedes         | 1.34,205 | 1.33,759  | 1.33,507 | 6    |
| 7                  | 27  | Nico Hülkenberg    | Renault                   | 1.34,453 | 1.33,636  | 1.33,580 | 7    |
| 8                  | 11  | Sergio Pérez       | Force India-Mercedes      | 1.34,657 | 1.33,920  | 1.33,706 | 8    |
| 9                  | 26  | Daniil Kvjat       | Toro Rosso                | 1.34,440 | 1.34,034  | 1.33,719 | 9    |
| 10                 | 18  | Lance Stroll       | Williams-Mercedes         | 1.33,986 | 1.34,090  | 1.34,220 | 10   |
| 11                 | 55  | Carlos Sainz, Jr.  | Toro Rosso                | 1.34,567 | 1.34,150  |          | 11   |
| 12                 | 20  | Kevin Magnussen    | Haas-Ferrari              | 1.34,942 | 1.34,164  |          | 12   |
| 13                 | 14  | Fernando Alonso    | McLaren-Honda             | 1.34,499 | 1.34,372  |          | 13   |
| 14                 | 9   | Marcus Ericsson    | Sauber-Ferrari            | 1.34,892 | 1.35,046  |          | 14   |
| 15                 | 36  | Antonio Giovinazzi | Sauber-Ferrari            | 1.34,963 | ingen tid |          | 15   |
| 16                 | 2   | Stoffel Vandoorne  | McLaren-Honda             | 1.35,023 |           |          | 16   |
| 17                 | 8   | Romain Grosjean    | Haas-Ferrari              | 1.35,223 |           |          | 191  |
| 18                 | 30  | Jolyon Palmer      | Renault                   | 1.35,279 |           |          | 201  |
| 19                 | 33  | Max Verstappen     | Red Bull Racing-TAG Heuer | 1.35,433 |           |          | 17   |
| 20                 | 31  | Esteban Ocon       | Force India-Mercedes      | 1.35,496 |           |          | 18   |
| 107%-tid: 1.39,593 |     |                    |                           |          |           |          |      |
| Kilde:             |     |                    |                           |          |           |          |      |

Noter til tabellerne
- ↑1 – Romain Grosjean og Jolyon Palmer fik en gridstraf på fem placeringer for at ignorere gult flag under kvalifikationen.

### Løbet
| Pos.   | Nr. | Kører              | Konstruktør               | Omgange | Tid/Udgået      | Startpos. | Point |
| ------ | --- | ------------------ | ------------------------- | ------- | --------------- | --------- | ----- |
| 1      | 44  | Lewis Hamilton     | Mercedes                  | 56      | 1:37.36,158     | 1         | 25    |
| 2      | 5   | Sebastian Vettel   | Ferrari                   | 56      | +6,250          | 2         | 18    |
| 3      | 33  | Max Verstappen     | Red Bull Racing-TAG Heuer | 56      | +45,192         | 16        | 15    |
| 4      | 3   | Daniel Ricciardo   | Red Bull Racing-TAG Heuer | 56      | +46,035         | 5         | 12    |
| 5      | 7   | Kimi Räikkönen     | Ferrari                   | 56      | +48,076         | 4         | 10    |
| 6      | 77  | Valtteri Bottas    | Mercedes                  | 56      | +48,808         | 3         | 8     |
| 7      | 55  | Carlos Sainz, Jr.  | Toro Rosso                | 56      | +72,893         | 11        | 6     |
| 8      | 20  | Kevin Magnussen    | Haas-Ferrari              | 55      | +1 omgang       | 12        | 4     |
| 9      | 11  | Sergio Perez       | Force India-Mercedes      | 55      | +1 omgang       | 8         | 2     |
| 10     | 31  | Esteban Ocon       | Force India-Mercedes      | 55      | +1 omgang       | 17        | 1     |
| 11     | 8   | Romain Grosjean    | Haas-Ferrari              | 55      | +1 omgang       | 19        |       |
| 12     | 27  | Nico Hülkenberg    | Renault                   | 55      | +1 omgang       | 5         |       |
| 13     | 30  | Jolyon Palmer      | Renault                   | 55      | +1 omgang       | 20        |       |
| 14     | 19  | Felipe Massa       | Williams-Mercedes         | 55      | +1 omgang       | 6         |       |
| 15     | 9   | Marcus Ericsson    | Sauber-Ferrari            | 55      | +1 omgang       | 14        |       |
| Ret    | 14  | Fernando Alonso    | McLaren-Honda             | 33      | Drivaksel       | 13        |       |
| Ret    | 26  | Daniil Kvjat       | Toro Rosso                | 18      | Hydraulik       | 9         |       |
| Ret    | 2   | Stoffel Vandoorne  | McLaren-Honda             | 17      | Brændstoftryk   | 15        |       |
| Ret    | 36  | Antonio Giovinazzi | Sauber-Ferrari            | 3       | Ulykke          | 18        |       |
| Ret    | 18  | Lance Stroll       | Williams-Mercedes         | 0       | Kollisionsskade | 10        |       |
| Kilde: |     |                    |                           |         |                 |           |       |

## Stillingen i mesterskaberne efter løbet
| Nr. | +/- | Kører              | Point |
| --- | --- | ------------------ | ----- |
| 1   |     | Sebastian Vettel   | 43    |
| 2   |     | Lewis Hamilton     | 43    |
| 3   | 2   | Max Verstappen     | 25    |
| 4   | 1   | Valtteri Bottas    | 23    |
| 5   | 1   | Kimi Räikkönen     | 22    |
| 6   | –   | Daniel Ricciardo   | 12    |
| 7   | 1   | Carlos Sainz jr.   | 10    |
| 8   | 2   | Felipe Massa       | 8     |
| 9   | 2   | Sergio Pérez       | 8     |
| 10  | –   | Kevin Magnussen    | 4     |
| 11  | 2   | Daniil Kvjat       | 2     |
| 12  | 2   | Esteban Ocon       | 2     |
| 13  | 2   | Nico Hülkenberg    | 0     |
| 14  | –   | Romain Grosjean    | 0     |
| 15  | 3   | Antonio Giovinazzi | 0     |
| 16  | 3   | Stoffel Vandoorne  | 0     |
| 17  | –   | Jolyon Palmer      | 0     |
| 18  | –   | Marcus Ericsson    | 0     |
| NC  | –   | Fernando Alonso    | 0     |
| NC  | –   | Lance Stroll       | 0     |

| Nr. | +/- | Konstruktør          | Point |
| --- | --- | -------------------- | ----- |
| 1   | 1   | Mercedes             | 66    |
| 2   | 1   | Ferrari              | 65    |
| 3   |     | Red Bull-TAG Heuer   | 37    |
| 4   | 2   | Toro Rosso-Ferrari   | 12    |
| 5   |     | Force India-Mercedes | 10    |
| 6   | 2   | Williams-Mercedes    | 8     |
| 7   | –   | Haas-Ferrari         | 4     |
| 8   | 1   | Renault              | 0     |
| 9   | 1   | Sauber-Ferrari       | 0     |
| 10  | 1   | McLaren-Honda        | 0     |